# Broken Social Scene
Broken Social Scene es un colectivo/supergrupo canadiense de indie rock formado en 1999 en Toronto, Canadá que incluye un máximo de diecinueve miembros. La mayoría de sus miembros se desempeñan actualmente en otros grupos y proyectos solitarios, principalmente cerca de Toronto. El sonido del grupo se podría considerar una combinación de todos sus miembros y respectivos proyectos musicales, y en ocasiones se considera pop barroco. Se caracteriza por una gran cantidad de sonidos, orquestaciones que ofrecen grandes guitarras, cuernos, vientos y violines, estructuras inusuales de canciones, y un estilo de producción experimental de David Newfeld, quien produjo el segundo y tercer disco.

## Historia

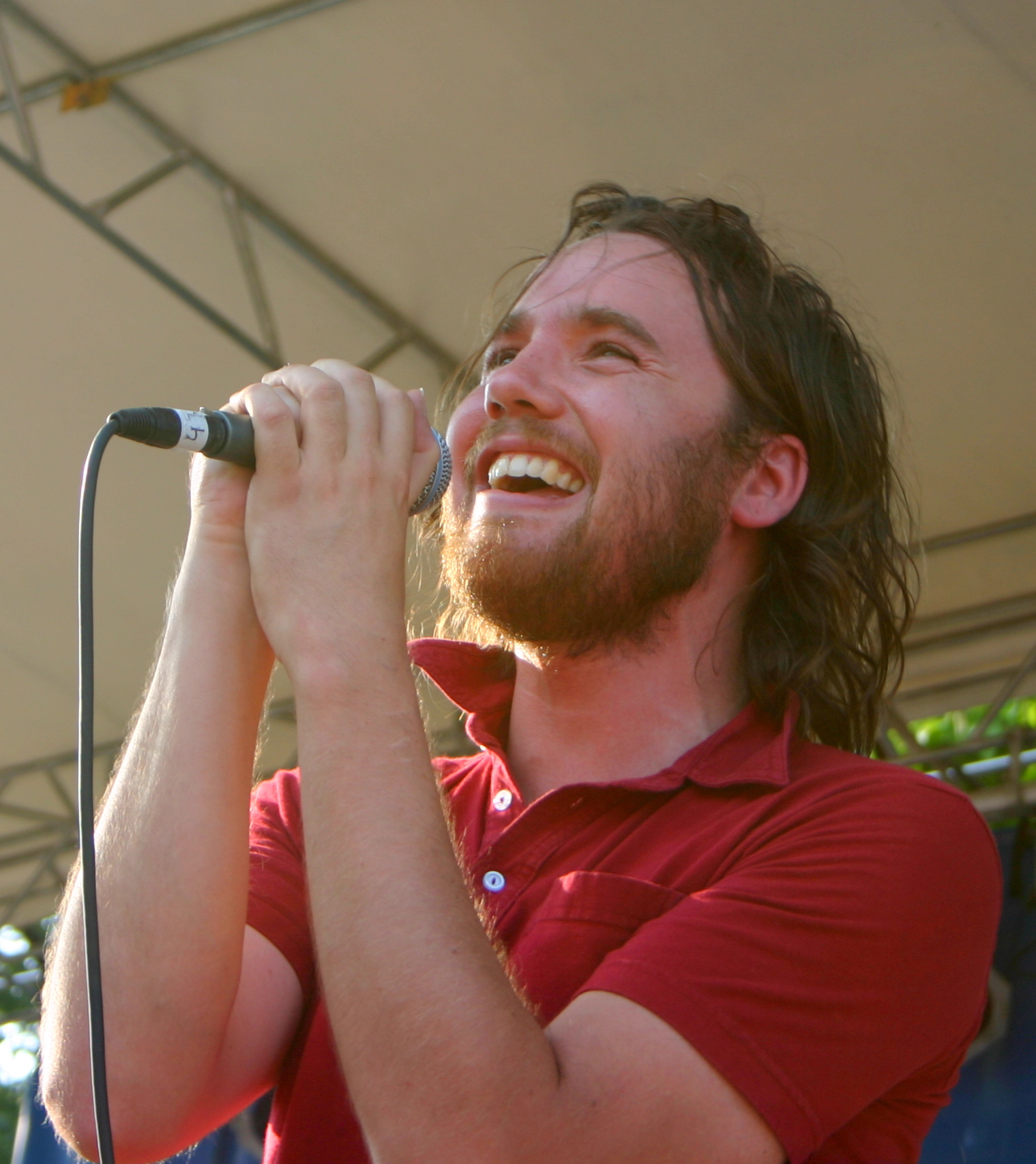
Kevin Drew

Los miembros principales de la banda son Kevin Drew y Brendan Canning. Este dueto grabó y lanzó el álbum debut de la banda Feel Good Lost en el 2001, que incluía contribuciones de Justin Peroff, Charles Spearin y Bill Priddle. Sin embargo, cuando hicieron shows para apoyar el disco, Drew y Canning encontraron difícil la tarea de lograr un show entretenido a partir de un álbum instrumental como lo fue Feel Good Lost.
Como resultado, invitaron a varios amigos de la escena indie de Toronto: Andrew Whiteman, Emily Haines de Metric, Jason Collett, Billy 'daggin it' Dagg y Leslie Feist, para sazonar su actuación en vivo con letras y voces. Luego de algún tiempo el grupo incluyó contribuciones de James Shaw, Evan Cranley, Justin Peroff, John Crossingham y Amy Millan de Stars.

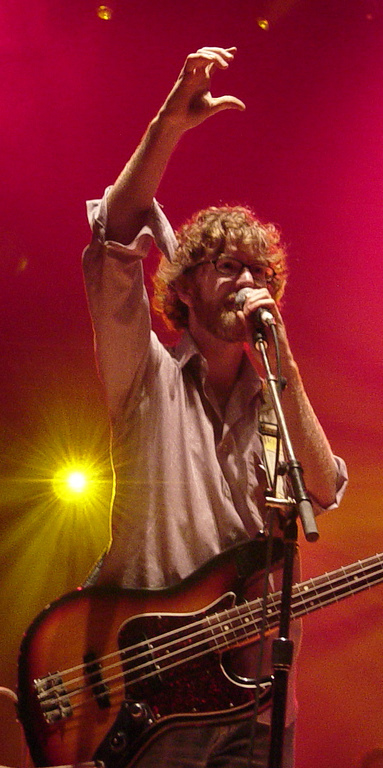
Brendan Canning

El resto de los invitados posteriores se unieron a Drew, Canning, Peroff y Spearin para grabar el segundo álbum de la banda You Forgot It in People en 2002; que fue lanzado originalmente por Paper Bag Records y después por Arts & Crafts, su discográfica hasta la fecha. Este álbum, una colección de canciones pop experimentales, eclécticas y creativas - pero aun así "accesibles" - se convirtió en el éxito comercial de la banda y fue muy aclamado por la crítica. Además, ganó el Juno Award del 2003 por el Álbum Alternativo del Año. En el álbum también colaboraron Priddle, Jessica Moss, Brodie West, Susannah Brady y Ohad Benchetrit, aunque su trabajo se acreditó más bien como músicos invitados que como miembros del grupo. Para la gira que acompañó al disco la banda consistió en Drew, Canning, Peroff, Whiteman y Jason Colllett, además de cualquier otro que estuviera disponible para acompañarlos en alguna presentación en específico. Amy Millan y Gentleman Reg también se unieron para algunos shows.
Una colección de lados b y remixes, Bee Hives, fue lanzada al mercado en 2003.
Lanzaron su tercer LP Broken Social Scene el 4 de octubre de 2005, con nuevas contribuciones de k-os, Jason Tait y Murray Lightburn. El librillo del disco también acreditaba a varias nuevas caras como parte de Broken Social Scene. Un EP de edición limitada, EP To Be You And Me, se imprimió también con el álbum. Fue la primera vez que David Newfeld, quien había producido sus discos, fue enlistado como miembro del grupo.
Se presentaron en los Juno Awards de 2006 con "Ibi Dreams of Pavement" y ganaron nuevamente el premio por Mejor Álbum Alternativo con su disco homónimo. 
En 2009 fue publicado This Book is Broken. Escrito por Stuart Berman, detalla la banda desde sus inicios hasta su reconocimiento por parte de la crítica. En 2010, Bruce McDonald hizo This Movis is Broken, una película sobre el Harbourfront espectáculo de la banda durante la huelga de 2009 en Toronto.
Lanzaron su cuarto LP el 4 de mayo de 2010, titulado Forgiveness Rock Record, que fue grabado en Soma en Chicago, con John McEntire produciendo, y en Toronto en el estudio de Sebastian Shaw y James Grainger. Amy Millan, Emily Haines y Leslie Feist grabaron una canción juntas, siendo la primera vez en la historia de la banda que las tres han sido grabadas en la misma canción (aunque fue grabado en diferentes momentos). El álbum fue preseleccionada para el 2010 Polaris Music Prize.

## Scott Pilgrim vs The World
En la película, Broken Social Scene encarna al grupo "Crash & The Boys", tocando "I'm so sad, very very sad" y "We hate you, please die", propias del cómic homónimo.

## Discografía

### Álbumes
- Feel Good Lost (2001)
- You Forgot It in People (2002)
- Broken Social Scene (2005)
- Forgiveness Rock Record (2010)
- Hug Of Thunder (2017)

### EP
- Live at Radio Aligre FM in Paris (2004)
- EP To Be You and Me (2005)
- Broken Social Scene: 2006/08/06 Lollapalooza, Chicago, IL (2006, exclusivo de iTunes)
- Lo-Fi for the Dividing Nights (2010)

### Sencillos
- Stars and Sons/KC Accidental b/w Do the '95 y Market Fresh (2003, 7" doble)
- Cause=time b/w da da dada (2003, 7")
- Cause=time b/w time=cause & Weddings (2003, CDS)
- Ibi Dreams of Pavement (A Better Day) b/w All the Gods (2005, 7")
- 7/4 (Shoreline) b/w Stars and Spit (2006, 7")
- 7/4 (Shoreline) b/w Stars and Spit y Death Cock (2006, CDS)
- Fire Eye'd Boy b/w Canada vs. America (Exhaust Pipe Remix) (2006, 7")

### Recopilatorios
- Old dead young: B-Sides & rarities (2022)(Disco de caras B, rarezas y descartes)

## Videografía
- Anthems for a Seventeen-Year-Old Girl (dirigido por Yael Staav)
- Stars & Sons (agosto de 2000, dirigido por Christopher Mills)
- Cause = Time (diciembre de 2003, dirigido por George Vale y Kevin Drew)
- Almost Crimes (2004, dirigido por George Vale y Kevin Drew)
- Ibi Dreams of Pavement (A Better Day) (noviembre de 2005, dirigido por Experimental Parachute Movement)
- 7/4 (Shoreline) (2006, dirigido por Micah Meisner)
- Fire Eye'd Boy (2006, dirigido por Experimental Parachute Movement)

## Alineación en las giras
Del 2002 al 2004 las vocalistas Emily Haines, Leslie Feist y Amy Millan se turnaron las labores de acuerdo a la disponibilidad para con sus propias bandas, hasta que se encontró un reemplazo de tiempo completo en el 2005 con Lisa Lobsinger. De vez en cuando (sobre todo en los shows en Toronto) cualquiera de dichas vocalistas asume sus labores en sus respectivas canciones, apareciendo sorpresivamente antes del espectáculo.
- 2001: Kevin Drew, Brendan Canning, Brodie West.
- 2002: Kevin Drew, Brendan Canning, Justin Peroff, Andrew Whiteman, Charles Spearin, Jason Collett, Emily Haines, Leslie Feist, Evan Cranley.
- 2003: Kevin Drew, Brendan Canning, Justin Peroff, Andrew Whiteman, Charles Spearin, Jason Collett, Leslie Feist, Evan Cranley.
- 2004: Kevin Drew, Brendan Canning, Justin Peroff, Andrew Whiteman, Charles Spearin, Jason Collett, Amy Millan, James Shaw, Evan Cranley.
- 2005: Kevin Drew, Brendan Canning, Justin Peroff, Andrew Whiteman, Charles Spearin, Lisa Lobsinger, John Crossingham, Julie Penner, Ohad Benchetrit, Leslie Feist.

## Premios y nominaciones
2003
- You Forgot It in People - Ganador: Álbum Alternativo del Año - Juno Awards.

2004
- Stars and Sons - Christopher Mills - Nominación: Video del Año - Juno Awards.

2006
- Broken Social Scene - Ganador: Álbum Alternativo del Año - Juno Awards.

- Broken Social Scene - Nominación: Diseño de Arte de CD/DVD del Año - Juno Awards.

- Broken Social Scene - Nominación: Polaris Music Prize

2010
- Forgiveness Rock Record - Nominación: Polaris Music Prize

2011
- Forced to Love - Nominación: Video del Año - Juno Awards.

## Actos relacionados
La mayoría de los músicos que han trabajado con Broken Social Scene son miembros de otras bandas a su vez, o se presentan como músicos solos. Incluyendo:
- KC Accidental - Kevin Drew y Charles Spearin
- Apostle of Hustle - Andrew Whiteman
- Feist - Leslie Feist
- Jason Collett - Jason Collett
- Do Make Say Think - Charles Spearin y Ohad Benchetrit
- Junior Blue - Justin Peroff, Brendan Canning, Kevin Drew y Dylan Hudecki
- Metric - James Shaw y Emily Haines
- Raising the Fawn - John Crossingham
- Stars - Evan Cranley, Amy Millan, and Torquil Campbell
- Valley of the Giants - Brendan Canning y Charles Spearin
- The Weakerthans - Jason Tait
- The FemBots - Jason Tait y Julie Penner
- Reverie Sound Revue - Lisa Lobsinger
- k-os - Kheaven Brereton
- The Dears - Murray Lightburn